# Министерство государственных расходов и реформ Ирландии
Министерство государственных расходов и реформ Ирландии является министерством в составе Правительства Ирландии, возглавляемое Министром государственных расходов и реформ Ирландии при содействии одного Государственного министра. 
Министерство было создано в июле 2011 года, ему были переданы некоторые функции Министерства финансов, связанные с государственными расходами. Министерство государственных расходов и реформ отвечает за контроль над реформой государственного сектора.

## Состав министерства
- Министр государственных расходов и реформ  — Брендан Хоулин[англ.], ТД[2]
  - Государственный министр по вопросам общественных работ, государственных закупок и международных банковских операций — Саймон Харрис, ТД[3]
- Генеральный секретарь департамента  — Роберт Уатт.

## Структура министерства
Из Министерства финансов было выделено два отдела, которые были переданы в Министерство государственных расходов и реформ:
- Отдел государственных расходов, который устанавливает и анализирует краткосрочные, среднесрочные, текущие и стратегические цели расхода государственных финансов.
- Отдел обучения, организации и  управления несет полную ответственность за управление и развитие государственной службы.

Министерство государственных расходов и реформ имеет 9 отделов:
- Оценка расходов программ и управления
- Программные расходы и государственные активы
- Программные расходы лотереи / ЕС / внутренний аудит
- Оплата труда и производственные отношения
- Реформа правительства и службы гражданского персонала
- CMOD и электронное правительство
- Реформа государственной службы
- Закупок
- Отдел по управлению человеческими ресурсами

## Интересные факты
- The Irish Times предполагает, что если измениться баланс сил в Парламенте, вероятно новое Правительство будет стараться вернуть функции Министерства государственных расходов и реформ — Министерству финансов[4].